# The Emory Wheel
The Emory Wheel est un journal université de l'université Emory à Atlanta en Géorgie. Fondé en 1919, il est publié deux fois par semaine, le mardi et le vendredi, et est tiré à 5 500 exemplaires. Le journal est indépendant de l'université, que ce soit au niveau du financement ou du contenu éditorial.